# Chovrino (metropolitana di Mosca)
Chovrino (in russo Ховрино?) è una stazione della Metropolitana di Mosca, capolinea settentrionale della Linea Zamoskvoreckaja. Inaugurata il 31 dicembre 2017, la stazione è sita nell'omonimo quartiere di Chovrino, a poca distanza dall'MKAD. È inoltre la stazione della rete più vicina all'Aeroporto di Mosca-Šeremet'evo.